# Huelves
Huelves est une municipalité espagnole de la province de Cuenca, dans la région autonome de Castille-La Manche. La petite ville compte 78 habitants, et a une densité de 1,98 hab/km2.